# La 10
La 10 fou canal de televisió privat espanyol d'àmbit estatal, que emet a la TDT. Aquest era operat per SGT Net TV, que formava part del Grupo Vocento. Va començar usant freqüències privades de Vocento a nivell autonòmic i el 20 de setembre de 2010 passà a emetre a nivell estatal, encara que va desaparèixer el 31 de desembre de 2011.

## Història
La 10 va ser inicialment una xarxa privada de televisions autonòmiques del Grup Vocento anomenada Punto TV, que començà a emetre l'any 2005. L'octubre de 2006, Punto TV tenia 50 canals de televisió a 39 províncies, emetent en tecnologia analògica i arribant a una audiència ponencial de 12 milions de persones.
El maig de 2008, Punto TV va deixar d'emetre com a canal i es va convertir en un distribuïdor de continguts, que les televisions associades podien situar com volguessin a la seva programació, i a més va seguir encarregant-se de la comercialització per als anunciants nacionals d'aquests canals.
A partir d'aquest moment, les llicències de Punto TV van ser ocupades per canals que eren també propietat de Vocento. Aquests foren: Canal 10 (Astúries), M7 (Mallorca), Albacete TeVe, Ciudad Real TeVe, Cuenca TeVe, Guadalajara TeVe, Toledo TeVe, Urbe TV, Ceuta TV, Álava 7 TV, Teledonosti, Bizkaia TV, Televisión Rioja i La Verdad TV (Múrcia).
A parincipis de 2010, Vocento va plantejar desenvolupar una espècie de FORTA privada a la TDT per agrupar alguns dels seus canals que emetien a nivell autonòmic i local sota una única marca. Les cadenes triades pel projecte eren: Avista TV (Andalusia), Las Provincias TV (País Valencià), Canal 6 (Múrcia), Onda 6 (Madrid), Televisión Rioja (La Rioja), Álava 7 TV (província d'Àlaba), Teledonosti (província de Guipúscoa) i Bilbovisión (província de Biscaia). D'aquesta manera neix La 10, una xarxa privada de televisions autonòmiques del Grupo Vocento que es va posar en marxa a la televisió digital terrestre durant l'any 2010, gràcies a les llicències que posseïa.
Les televisions autonòmiques i locals de Vocento apostaven per continguts de proximitat, i estaven recolzades en un posicionament multimèdia i multisoport que permetia aprofitar al màxim les sinergies existents i liderar les audiències en les províncies en què operaven. D'aquesta manera, d'acord amb allò mencionat més amunt, les llicències regionals eren de Madrid, País Valencià, Andalusia, Múrcia, La Rioja i tot i que més aviat locals, també a Euskadi. Aquests canals de televisió unificats amb el nom de La 10 van començar a emetre el 17 de maig de 2010, exceptuant Andalusia, on van començar el 22 de març en proves i el 4 de maig les emissions regulars.
El 20 de setembre de 2010, aquests canals autonòmics van passar a emetre completament sota la marca La 10, però a nivell nacional. L'1 de gener de 2012 el canal va desaparèixer.